# Comma (legge)
Il termine comma, nel diritto italiano, indica una parte dell'articolo di una legge, regolamento o altro atto normativo (e, talora, di provvedimento o contratto). Il sostantivo deve la propria origine all'antico omonimo segno di interpunzione che può essere considerato un antenato della moderna virgola.

## Storia
Nella tradizione legislativa italiana i commi non erano, in passato, numerati, sicché ad essi si faceva riferimento con il numero ordinale all'interno dell'articolo (ad esempio, "articolo 4, secondo comma"). 
Esisteva anche un altro metodo, più risalente nel tempo, in base al quale il primo comma dell'articolo era denominato alinea e i successivi capoversi; questi ultimi venivano poi designati con il numero ordinale (sicché "articolo 4, primo capoverso" equivale ad "articolo 4, secondo comma" ed "articolo 4, alinea" ad "articolo 4, primo comma"). 
Tali metodi sono stati sostituiti, nella tecnica legislativa più recente, dalla numerazione progressiva dei commi con numeri cardinali, invariabili in caso di successiva inserzione di commi all'interno dell'articolo (infatti, un ipotetico nuovo comma inserito tra il 2 e il 3 sarebbe designato come 2-bis, in modo da lasciare inalterata la numerazione dei commi che seguono).